# 天保街站
天保街站是南京地铁2号线西延线的一个车站，位于南京市建邺区。该站于2021年12月28日随2号线西延线建成通车。

## 历史
- 2018年10月，车站开工。
- 2019年6月26日，车站结构封顶。[2]
- 2021年12月28日，随2号线西延线建成通车。

## 车站结构
天保街站位于秦新路与天保街交叉口，沿秦新路跨天保街设置。车站为地下两层岛式车站（带交叉渡线），站台宽度11.5米，标准段宽20.8米，总长389.9米。一期基坑总长100米，地下两层结构，车站主体采用明挖顺作法施工。该站站后设有出入段线，连接鱼嘴停车场。

### 站台布置
| 地面 |                    | 出入口                         |  |  |
| -1层 | 2号线站厅层        | 安检设备、票务服务、自动售票机 |  |  |
| -2层 |                    | █ 2号线 往鱼嘴（鱼嘴）         |  |  |
|      | 岛式站台，左侧开门 |                                |  |  |
|      |                    | █ 2号线 往经天路（青莲街）     |  |  |

## 出入口
天保街站共设有6个出入口，分别位于秦新路南北两侧。
| 出口编号  | 出口指示 | 建议前往的目的地 |
| --------- | -------- | ---------------- |
| 出口 · 1L |          |                  |
| 出口 · 2L |          |                  |
| 出口 · 3L |          |                  |
| 出口 · 4L |          |                  |
| 出口 · 5L |          |                  |
| 出口 · 6L |          |                  |

## 接驳交通
本站附近无其它公共交通可接驳。